# Liste der Wappen in der Comarca Alt Camp
Die Liste der Wappen in der Comarca Alt Camp beinhaltet alle in der Wikipedia gelisteten Wappen der Orte in der Comarca Alt Camp in Katalonien. In dieser Liste werden die Wappen mit dem Gemeindelink angezeigt. 

## Wappen der Comarca Alt Camp

Alt Camp
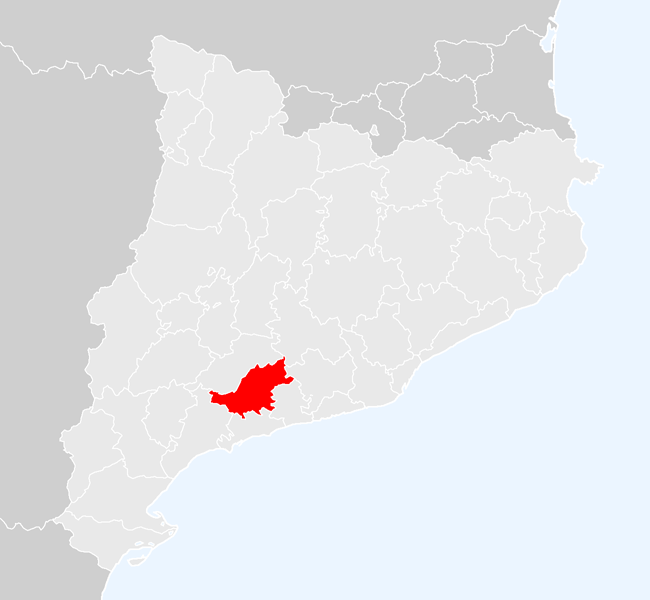
Lage der Comarca in Katalonien Wappen in Katalonien

## Wappen der Gemeinden in der Comarca Alt Camp

Aiguamúrcia
Alcover
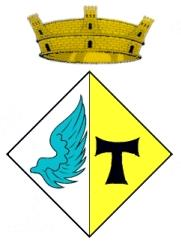
Alió
Bràfim
Cabra del Camp
Figuerola del Camp
Els Garidells
La Masó
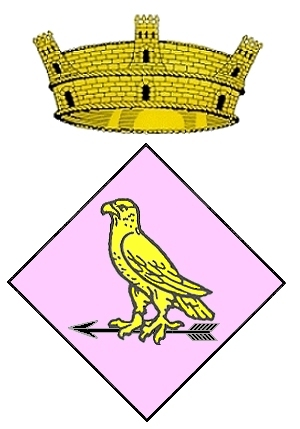
El Milà
Mont-ral
Montferri
Nulles
El Pla de Santa Maria
El Pont d’Armentera
Puigpelat
Querol
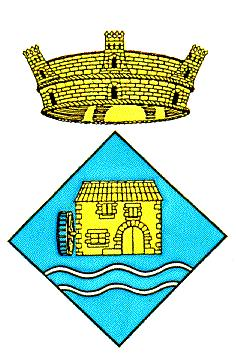
La Riba
Rodonyà
El Rourell
Vallmoll
Valls
Vila-rodona
Vilabella